# ایستگاه متروی آکالا
ایستگاه متروی آکالا (انگلیسی: Akalla metro station) در منطقه آکالا در استکهلم واقع شده‌است. این ایستگاه در سال ۱۹۷۷ افتتاح شد که ایستگاه پایانی خط ۱۱ خط آبی است.
این ایستگاه به عنوان بخشی از پروژه متروی استکهلم، دارای یک تونل رنگارنگ است؛ که شامل تصاویری از سرامیک، نقاشی، آرزوها و زندگی روزمره، فراغت و کار همه مردم است که در سال ۱۹۷۷ توسط بریجیت استال نیبرگ ایجاد شده‌است.

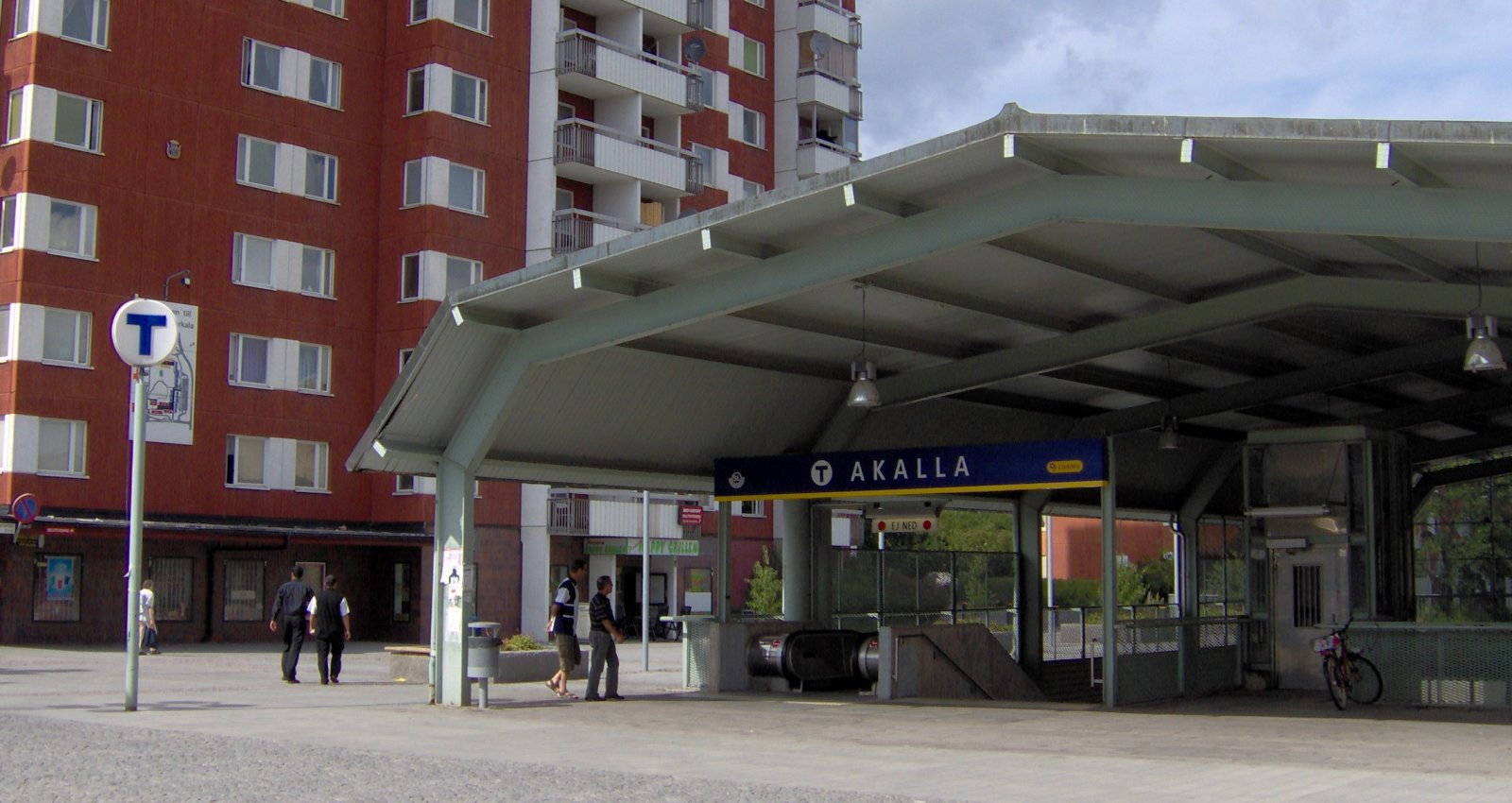
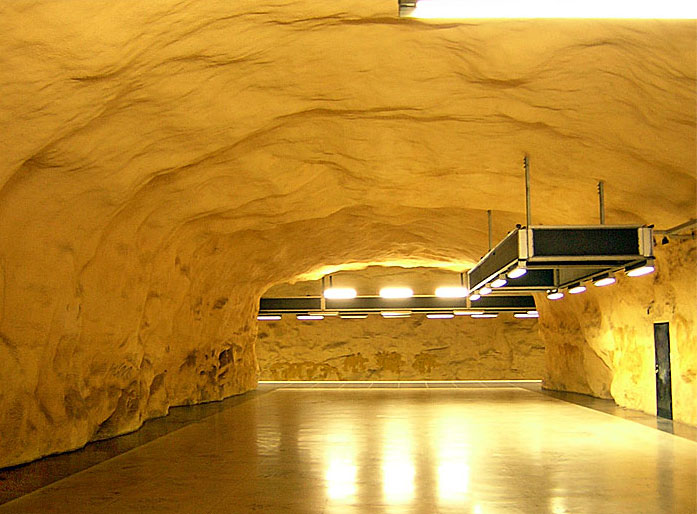
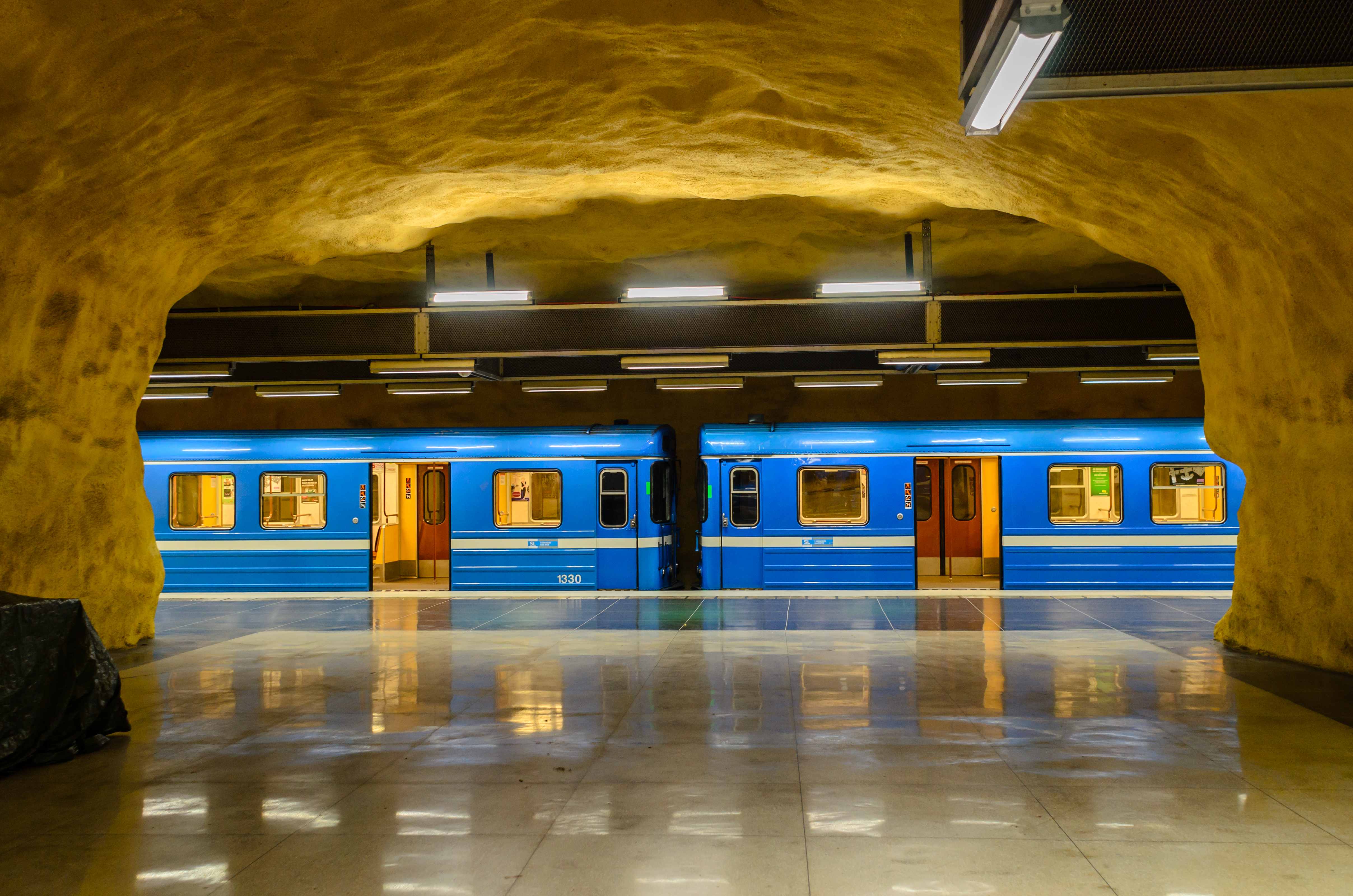